# Prix Wolf d'agriculture
Le prix Wolf d'agriculture est remis annuellement par la fondation Wolf, en Israël. C'est l'un des six prix Wolf remis depuis 1978, les autres étant ceux en médecine, mathématiques, physique, chimie et art.

## Liste des lauréats
- 1978 : George F. Sprague et John Charles Walker États-Unis
- 1979 : Jay L. Lush États-Unis et Sir Kenneth Blaxter Royaume-Uni
- 1980 : Karl Maramorosch États-Unis
- 1981 : John O. Almquist, Henry A. Lardy et Glenn W. Sallsbury États-Unis
- 1982 : Wendell Roelofs États-Unis
- 1983-1984 : Don Kirkham États-Unis et Cornelis De Wit Pays-Bas
- 1984-1985 : Robert H. Burris États-Unis
- 1986 : Sir Ralph Riley Royaume-Uni et Ernest R. Sears États-Unis
- 1987 : Theodor Diener Suisse
- 1988 : Charles Thibault France et Ernest Polge Royaume-Uni
- 1989 : Peter Biggs et Michael Elliott Royaume-Uni
- 1990 : Jeff Schell Belgique
- 1991 : Shang-Fa Yang Taïwan
- 1993 : John Casida États-Unis
- 1994-1995 : Carl Huffaker et Perry Adkisson États-Unis
- 1995-1996 : Morris Schnitzer Allemagne et Frank Stevenson États-Unis
- 1996-1997 : Neal First États-Unis
- 1998 : Ilan Chet Israël et Baldur Stefansson Canada
- 2000 : Gurdev Khush Inde
- 2001 : Roger Beachy et James Womack États-Unis
- 2002-2003 : R. Michael Roberts (en) Royaume-Uni et Fuller Bazer États-Unis
- 2004 : Yuan Longping Chine et Steven Tanksley États-Unis
- 2007 : Michel Georges Belgique et Ronald L. Philips États-Unis
- 2008 : John A. Pickett, James H. Tumlinson et W. Joe Lewis
- 2010 : Sir David Baulcombe Royaume-Uni
- 2011 : Harris A. Lewin, James R. Cook
- 2012 : Non décerné
- 2013 : Joachim Messing États-Unis, Jared Diamond États-Unis
- 2014 : Jorge Dubcovsky États-Unis, Leif Andersson Suède
- 2015 : Linda Saif États-Unis
- 2016 : Trudy Mackay Royaume-Uni
- 2017 : Non décerné
- 2018 : Gene Robinson États-Unis
- 2019 : David Zilberman États-Unis
- 2020 : Caroline Dean Royaume-Uni
- 2021 : Non décerné
- 2022 : Pamela C. Ronald (en) États-Unis
- 2023 : Martinus Theodore van Genuchten Brésil
- 2024 : Venkatesan Sundaresan (en) États-Unis, Elliot Meyerowitz (en) États-Unis, Joanne Chory États-Unis
- 2025 : Jonathan D. G. Jones (en) Royaume-Uni, Jeffery Dangl (en) États-Unis, Brian Staskawicz (en) États-Unis